# マリスカ・ヴェレス

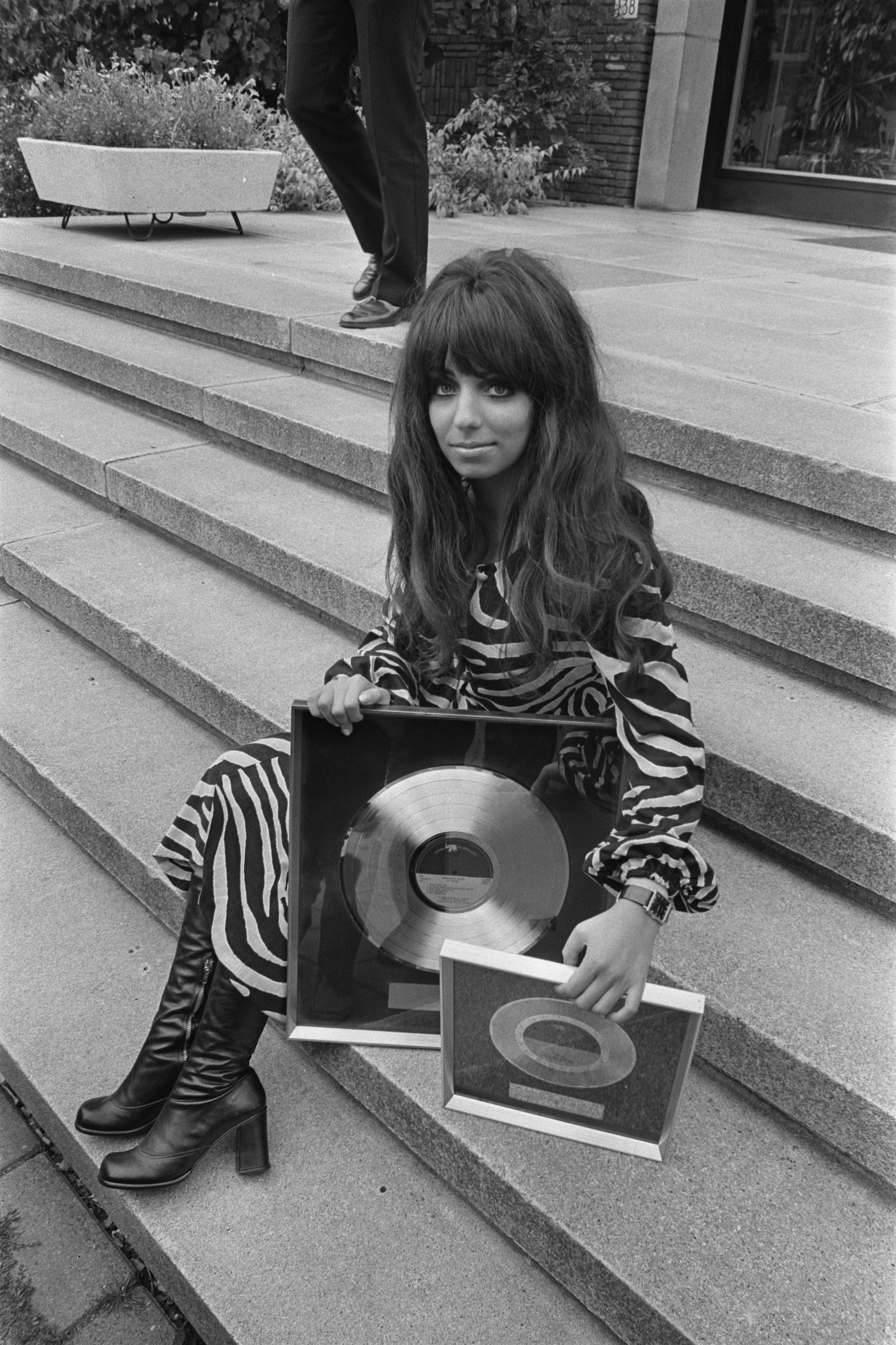
マリスカ・ヴェレス（1970年）

マリスカ・ヴェレス（マリスカ・フェレス、Mariska Veres, ハンガリー語: Veres Mariska（ヴェレシュ・マリシュカ）、1947年10月1日 - 2006年12月2日）は、オランダ出身の女性歌手。本名は Maria Elisabeth Ender。ロックバンドのショッキング・ブルーでリードボーカルを務めた。

## 来歴
ハーグ生まれ。父親はハンガリーから移動してきたロマ出身のヴァイオリン奏者であるヴェレシュ・ラヨシュ（本名：Sárközi István Lajos; 1912年 - 1981年）。母マリア・アントニア・エンダー（Maria Antonia Ender, 1912年 - 1986年）はドイツ生まれでフランス人とロシア人のハーフだった。
1964年、マリスカはポップグループ Les Mystères にボーカルとして加入した。1966年にはバンド Blue Fighters に移籍した。その後もバンブル・ビーズ（1967年）、Motowns（1967年末頃）と移籍した。
1968年、オランダのバンド Golden Earring がシングル1位を記録した祝賀パーティーで、当時マリスカが所属していたバンブル・ビーズが前座を務めた。この時、彼女の歌唱力とエキゾチックなルックスに目をつけたのが、ショッキング・ブルーのマネージャーと広報担当だった。こうしてマリスカはロビー・ファン・レーウェンに誘われ、ちょうどオランダ陸軍へ召集されてしまうボーカルのフレッド・デ・ワイルドと入れ替わる形でショッキング・ブルーに加入した。
1969年7月、ショッキング・ブルーは、オランダで「ヴィーナス」を発売した。「ヴィーナス」は、『ビルボード』誌では1970年2月7日に、週間ランキング第1位を獲得した。同誌の1970年年間ランキングでは第22位であった。同誌の集計では、ショッキング・ブルー最大のヒット曲となった。フランス、ドイツ、イタリア、スペイン、ベルギーでも週間チャート1位を獲得した。オランダでの週間チャート最高位は第3位だった。
1974年6月1日にショッキング・ブルーは解散し、マリスカはソロ歌手に転向した。
2006年12月2日、マリスカは、胆嚢がんが原因で死去した。59歳。独身を通し、子供がいない彼女は猫とお茶とケーキを愛した生涯を終えた。

## ディスコグラフィー

### ソロ・シングル
- 1965 "Topkapi" / "Is het waar" (Imperial)
- 1967 "Dag en nacht" / "Al wordt het nu winter" (Philips)
- 1974 "Need You Near Me" / "It's A Long Hard Road" (Polydor)・・・日本でのみ発売された。
- 1975 "Take Me High" / "I Am Loving You" (Pink Elephant, Polydor, Decca)
- 1976 "Tell It Like It Is" / "Wait Till' I Get Back To You" (Pink Elephant, Polydor)
- 1976 "Loving you" / "You Showed Me How" (Pink Elephant)
- 1977 "Little By Little" / "Help The Country" (Pink Elephant)
- 1978 "Too Young" / "You Don't Have To Know" (Seramble)
- 1978 "Bye Bye To Romance" / "It's A Long Hard Road" (CNR)
- 1980 "Looking out for number one" / "So Sad Without You" (CNR)
- 1982 "Wake Up City" / "In The Name Of Love" (EMI Records)

### アルバム
- 1993 "Shocking You" (Red Bullet) An Album by Mariska Veres Shocking Jazz Quintet
- 2003 "Gipsy Heart" (Red Bullet) An Album by Mariska Veres & Ensemble Andrei Serban
- 2007 "Another Touch" (Red Bullet) An Album by Mariska Veres & Dolf de Vries